# Hasenberg (Rheinisches Schiefergebirge)
Der Hasenberg ist eine 240 Meter hohe Erhebung im Norden der Stadt Wuppertal im Stadtbezirk Uellendahl-Katernberg. Der südöstliche Hang ist mit Laubbäumen bewaldet und Teil des Landschaftsschutzgebietes LSG Hasen- und Falkenberg.

## Topologie
Im Osten des Hasenberges liegt das Tal des Briller Bachs, in dem die Nevigeser Straße verläuft. Im Süden verläuft die Bundesautobahn 46. Westlich liegt der Falkenberg.

## Bebauung
Die Kuppe des bewaldeten Hasenberges ist unbebaut, lediglich die unteren Hänge sind bebaut. Im Norden befindet sich die Hauptschule Am Katernberg.